# The ART of AVATAR ジェームズ・キャメロン『アバター』の世界
『The ART of AVATAR ジェームズ・キャメロン『アバター』の世界』（The Art of Avatar: James Cameron's Epic Adventure）は、Abrams Booksより2009年11月30日にアメリカで発売された、映画『アバター』のプロダクション・アートブックである。日本語版は小学館集英社プロダクションより発売された。メインライターはリサ・フィッツパトリックであり、プロデューサーのジョン・ランドーは前書、監督のジェームズ・キャメロンはエピローグ文を執筆している。また、映画監督のピーター・ジャクソンがゲストとして序文を書いている。他に、映画の美術を担当したロバート・ストロンバーグ、ウェイン・D・バーロウ、ユーリ・バルトリ、Jordu Schell、ジョン・ローゼングラントらのイラストやインタビューも掲載されている。
本書には、スケッチ、マットペインティング、ドローイング、およびフィルムスチール写真を含む200点以上のフルカラー
画像が載せられている。他に、アートディレクター、特殊効果デザイナー、アニメータ、衣裳デザイナー、生物デザイナーへのインタビューが寄せられ、製作過程が詳しく記されている。
2009年12月、『USAトゥデイ』誌によって2009年のギフトブック（ポップカルチャー部門）第1位に選ばれた。